# Sección tórica

Generación de los círculos de Villarceau mediante la intersección de un toro y un plano oblicuo

Una sección tórica es una intersección de un plano con un toro, de la misma forma que una sección cónica es la intersección de un plano con un cono. Se conocen casos especiales desde la antigüedad, y su generalización fue estudiada por Jean Gaston Darboux.

## Fórmulas matemáticas
En general, las secciones tóricas son curvas planas de cuarto orden (cuárticas) de la forma
{\displaystyle \left(x^{2}+y^{2}\right)^{2}+ax^{2}+by^{2}+cx+dy+e=0.}

## Secciones espiricas
Un caso especial de sección tórica es la spira de Perseo, en el que el plano de intersección es paralelo al eje de simetría rotacional del toro. Fueron descubiertas por el geómetra de la antigua Grecia Perseo, hacia el año 150 a. C.. Ejemplos bien conocidos incluyen la hipopoda y el óvalo de Cassini, así como la lemniscata de Bernoulli.

## Círculos de Villarceau
Otro caso especial son los círculos de Villarceau, en el que la intersección es un círculo a pesar de la falta de cualquiera de los tipos obvios de simetría que conllevaría una sección transversal circular.

## Secciones tóricas generales
Se pueden crear figuras más complicadas, como formas anulares, cuando el plano de intersección es oblicuo o perpendicular respecto al eje de simetría rotacional.